# Ineo
Ineo est une entreprise française, filiale d'Equans, spécialisée en génie électrique, systèmes d’information et de communication, cybersécurité et vidéosurveillance et qui intervient plus généralement dans le domaine de la ville intelligente. 

## Historique

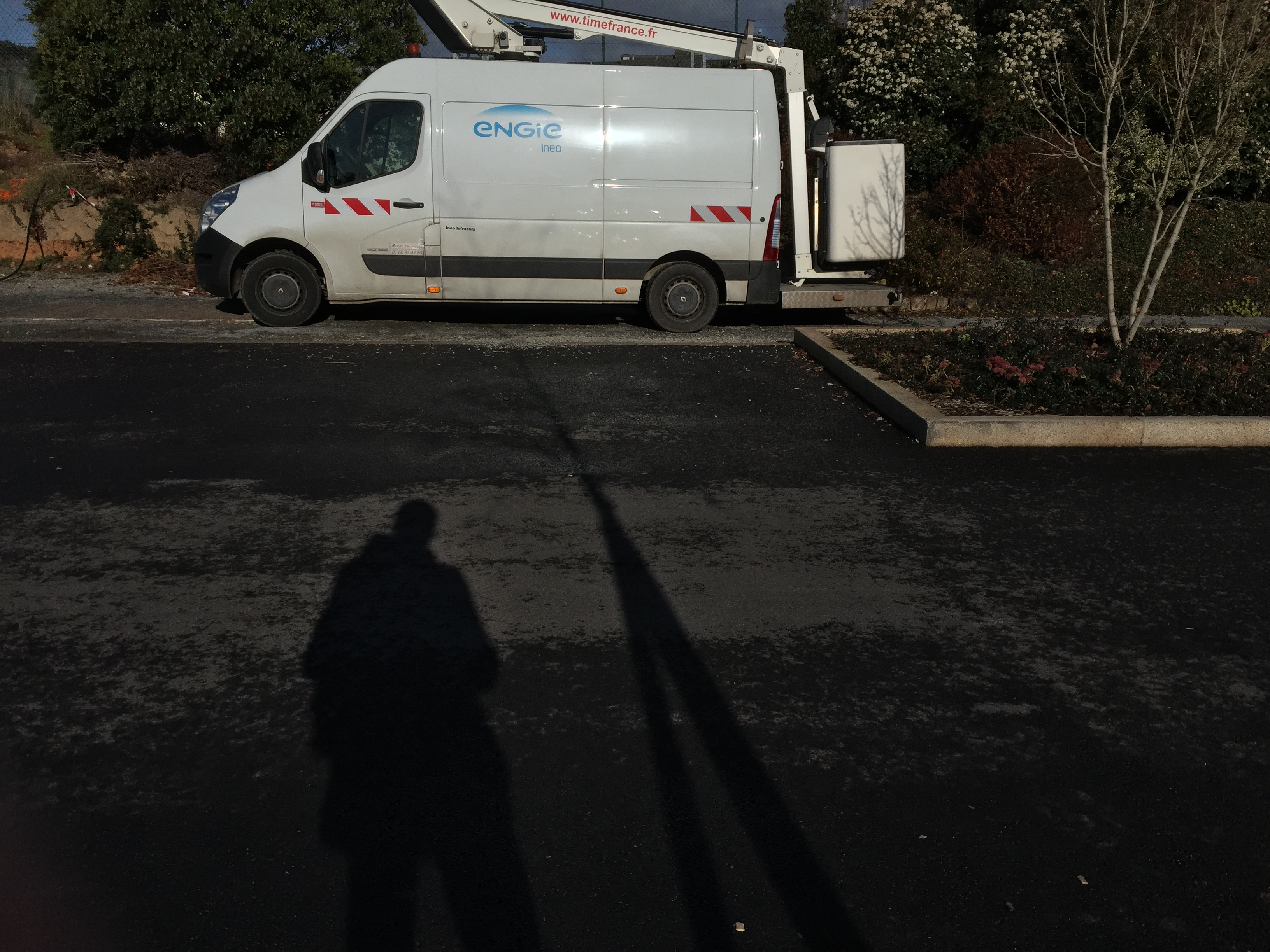
Renault Master de l'entreprise Engie Ineo.

### Origines
La société Ineo est créée en 2001 par la fusion de la société GTMH (elle-même issue de la réunion de plusieurs entreprises créées à la fin du XIXe ou au début du XXe siècle : les Grands Travaux de Marseille, Verger Delporte, Herlicq et l'Entreprise Industrielle), et de SEEE.

### Développement
En 2008, elle rejoint le groupe GDF Suez (qui deviendra Engie en 2015). De 2008 à 2017, Engie Ineo se développe par acquisitions. Elle rachète successivement : 
- la société Drode (éclairage public) et l'activité Réseau mobilité sécurité (RMS) du groupe ARES en 2008
- la société Vidal (installation électrique et climatique) en 2010
- Sinova, ACM Services (radio-mobilité), iProcess (logiciels de sécurité) et Telca 2000 (infrastructures de sécurité) en 2011
- Resplendy (éclairage public) et Asphaléia (logiciels de gestion de risques) en 2012
- CTTG (télésurveillance) en 2013
- Icomera (systèmes de communication notamment dans les transports publics)[3],[4] et EV-Box (fournisseur de bornes de recharges) en 2017[5]
- Sodelem (installations électriques) et 50% d'Aege (rénovation énergétique) en 2018

En 2019, Engie Ineo vend sa filiale Ercom (sécurisation des communications et des terminaux) à Thales et prend une participation dans Netalis (opérateur télécoms et hébergeur) via sa filiale Engie Ineo Digital pour construire des solutions numériques globales incluant la fourniture de connectivité.

### Fusion au sein d'Engie Solutions puis d'Equans
En 2020, Engie Ineo devient Engie Solutions dans le cadre de son rapprochement avec Engie Axima, Engie Cofely et Engie Réseaux. 
Ineo quitte ensuite Engie Solutions avec Axima en juillet 2021 pour former une nouvelle entreprise, Equans, qui sera rachetée par Bouygues la même année ,.

## Activités

### Métiers
Equans Ineo définit ses activités autour de quatre principales familles de métiers : 
- la mobilité : systèmes d'aide à l'exploitation et à l'information voyageurs (analyse de données dans le domaine de la mobilité) ; connectivité (accès au Wi-Fi dans les transports[11],[12], par exemple le TGV Paris-Lyon[13],[14] ; bornes de recharge des véhicules électriques[5],[15]) ; systèmes d'électrification, de signalisation et de télécommunication ferroviaires ; systèmes de stationnement intelligents[16],[17] ;
- l'éclairage public, dans le cadre de contrats de performance[18],[19], mise en lumière (lumières de Noël, éclairage des monuments...)[20] ;
- les réseaux électriques intelligents[21] ;
- les dispositifs présentés comme contribuant à la préservation de la sécurité urbaine, notamment la vidéosurveillance[22].

### Exemples de marchés

#### Mobilité
En 2016, Engie Ineo remporte avec Thales l'appel d'offres pour la conception et la réalisation des infrastructures électriques et du système de communication du TER Dakar-AIBD. 
La même année, l'entreprise déploie les infrastructures fixe (fibre) et mobile (hotspot) du réseau de Wi-Fi événementiel de la ville de Gray et signe avec le groupe SNCF un contrat pour déployer le Wi-Fi dans 330 TGV. Elle déploie aussi le réseau des bornes de recharge de l'Indre, de la Seine-et-Marne et de la Loire-Atlantique.
En 2018, la société FlixBus équipe 1500 autocars avec un service de connectivité Internet fourni par Engie Ineo. 
Dans le domaine des systèmes d'aide à l'exploitation et à l'information des voyageurs, Engie Ineo équipe le réseau de bus des Transports en Commun de l'Agglomération Troyenne en 2018 et le réseau de tramway de Rabat-Salé en 2019.
Dans le domaine de voies ferroviaires, Engie Ineo participe aux chantier de la LGV Tours - Bordeaux,,, du TER Dakar-AIBD et de la LGV Tanger - Kénitra,,.

#### Eclairage public
Engie Ineo a signé en 2018 un contrat de performance énergétique pour la rénovation et la gestion de l'éclairage public de la ville de Niort,. Elle a également signé des contrats avec les villes d'Avignon et de Dreux.

#### Réseaux électriques intelligents
Engie Ineo lance le réseau électrique intelligent de Toulouse en 2014 et fait partie du consortium Smart grid Vendée de 2013 à 2018. En 2015, l'entreprise lance le réseau électrique intelligent solaire d'Alata.

#### Sécurité urbaine
En 2015, la ville de Marseille recourt à Engie Ineo pour développer un algorithme qui permet d’évaluer le niveau de risque d’une situation, dans le cadre de son projet de « big data de la tranquillité publique » dont le principe est de croiser les informations détenues par la mairie, celles de partenaires tels la police nationale ou les opérateurs téléphoniques, ou les hôpitaux, afin d'anticiper d'éventuels troubles publics,.
La même année, Engie Ineo déploie en Égypte les programmes de sa filiale d'alors, Ercom, qui permettent « d’intercepter l’intégralité des appels et des SMS, de surveiller le trafic Internet ou de géolocaliser une cible »,.
La ville de Nice collabore avec Engie Ineo dans le cadre de son projet de "safe city" à travers un centre de contrôle et de commandement permettant de repérer personnes au comportement anormal, objets abandonnés, altercations ou attroupements et d'intervenir,,.
En 2017, Ineo et NHV obtiennent auprès de la Simmad un marché de maintenance d'une flotte d'hélicoptères.

## Chiffres-clé
Effectif : 14 427 salariés (2017)[réf. souhaitée]
Chiffre d'affaires 2017 : 2,4 milliards d'euros[réf. souhaitée]

## Lobbying
L'entreprise est inscrite depuis 2018 au répertoire des représentants d'intérêts de la Haute autorité pour la transparence de la vie publique.

## Critiques
Dans un article paru en décembre 2018, le quotidien Le Monde qualifie les plates-formes numériques auxquelles participe l'entreprise "d'outils de contrôle de l'espace public", et évoque une « logique de surveillance massive » assistée par l'intelligence artificielle, auprès d'élus qui seraient tentés par le contrôle social. 
Des acteurs tels que la Quadrature du Net ou la ligue des droits de l'homme, relayées par la CNIL qui appelle en septembre 2017 à un débat démocratique sur ces outils, critiquent les réseaux électriques intelligents et la vidéosurveillance, estimant que « la possibilité de l’anonymat dans la ville est en train de s’évanouir ».